# Mülayim (Ilgaz)
Mülayim is een dorp in het Turkse district Ilgaz en telt 333 inwoners (2000).
Centrale districtsplaats (İlçe Merkezi): Ilgaz
Gemeenten (Beldeler): Yeşildumlupınar
Dorpen (Köyler):
Akçaören · Aktaş · Alıç · Alibey · Alpagut · Arpayeri · Aşağıbozan · Aşağıdere · Aşağımeydan · Aşıklar · Balcı · Başdibek · Belören · Belsöğüt · Beyköy · Bozatlı · Bucurayenice · Bükçük · Çaltıpınar · Çatak · Çeltikbaşı · Cendere · Cömert · Çörekçiler · Danişment · Eksik · Ericek · Eskice · Gaziler · Gökçeyazı · Güneyköy · Hacıhasan · Ilısılık · İkikavak · İnköy · Kaleköy · Kavaklı · Kayı · Kazancı · Kırışlar · Kıyısın · Kızılibrik · Kurmalar · Kuşçayırı · Kuyupınar · Mesutören · Musaköy · Mülayımyenice · Mülayim · Okçular · Onaç · Ödemiş · Ömerli · Sağırlar · Saraycık · Sarmaşık · Satılar · Sazak · Seki · Serçeler · Söğütcük · Süleymanhacılar · Şeyhyunus · Yalaycık · Yaylaören · Yazıköy · Yenidemirciler · Yerkuyu · Yukarıbozan · Yukarıdere · Yukarımeydan · Yuvademirciler · Yuvasaray